# Катти Сарк (повесть)
«Ка́тти Са́рк» — повесть Ивана Антоновича Ефремова, впервые опубликованная в 1944 году.
Повесть непосредственно повлияла[как?] на популярность в СССР знаменитого британского клипера «Катти Сарк» — позже отреставрированного энтузиастами и стоящего на берегу Темзы. В 1952 году в Англии образовалось Общество сохранения «Катти Сарк», которое на собранные деньги реставрировало корабль и поставило его в сухую стоянку в 1954 году. После создания общества по сохранению «Катти Сарк» Ефремов получил из Англии дополнительные материалы по истории парусника. Поэтому в 1956 году был создан второй вариант повести, опубликованный в 1957 году. (Брандис и Дмитриевский «Через горы времени» СП 1963 г.)  Судно серьёзно пострадало во время пожара 21 мая 2007 года. Повторное открытие после реставрации состоялось в апреле 2012 года.
Повесть была издана в Англии и явилась популяризатором клипера «Катти Сарк» в России.